# Jean-Victor Makengo
Jean-Victor Makengo (* 12. Juni 1998 in Étampes) ist ein französischer Fußballspieler kongolesischer Abstammung. Der Mittelfeldspieler ist ehemaliger französischer U21-Nationalspieler.

## Karriere

### Verein
Makengo stammt aus der Jugendakademie von Stade Malherbe Caen, wo er im Jahr 2011 hinkam. Sein Debüt in der Ligue 1 gab er am 29. November 2015 beim 4:1-Auswärtssieg gegen Girondins Bordeaux. In seiner ersten Spielzeit 2015/16 kam er auf 10 Ligaeinsätze. In der folgenden Saison 2016/17 erzielte er am 26. November 2016 bei der 2:4-Auswärtsniederlage im Ligapokalspiel gegen AS Nancy beide Tore, welche seine ersten beiden Pflichtspieltore im Trikot der Nordfranzosen waren. Diese blieben seine einzigen in 20 Pflichtspieleinsätzen in dieser Spielzeit.
Am 9. Juni 2017 wechselte Makengo zum Ligakonkurrenten OGC Nizza, wo er einen Fünfjahresvertrag unterzeichnete. Sein Debüt bestritt er am 5. August bei der 0:1-Auswärtsniederlage gegen den AS Saint-Étienne. In seiner ersten Saison 2017/18 bei den Aiglons kam er auf nur 8 Pflichtspieleinsätze. In der folgenden Spielzeit 2018/19 feierte er seinen Durchbruch in der Startformation und erzielte sein erstes Tor für Nizza am 25. September 2018 beim 2:1-Auswärtssieg gegen den FC Nantes. In der gesamten Saison kam er auf 25 Ligaspiele im Trikot Nizzas.
Am 25. Juni 2019 schloss sich Makengo leihweise für die gesamte Saison 2019/20 dem Ligakonkurrenten FC Toulouse an. Die Téfécé sicherten sich eine Kaufoption für den Mittelfeldspieler. Am 17. August (2. Spieltag) schoss er Toulouse zum 1:0-Heimsieg gegen den FCO Dijon. In dieser Spielzeit gelangen ihm in 19 Ligaeinsätzen zwei Tore, er musste mit dem Verein aber als abgeschlagener Tabellenletzter den Abstieg in die Ligue 2 hinnehmen. Diesen entkam er aber mit der Rückkehr zum OGC Nizza nach dem Leihende im Sommer 2020.
Am 5. Oktober 2020 wechselte er zum italienischen Erstligisten Udinese Calcio, wo er einen Fünfjahresvertrag unterzeichnete. Von diesen fünf Jahren erfüllte der Spieler mehr als zwei, bevor er sich im Januar 2023 dem FC Lorient anschloss.

### Nationalmannschaft
Makengo repräsentierte sein Heimatland Frankreich seit der U16 in sämtlichen Junioren-Nationalmannschaften. Seinen bisher größten Erfolg feierte er mit der U17, als er die U-17-Fußball-Europameisterschaft 2015 gewann.

## Erfolge

### Nationalmannschaft
Frankreich U17
- U-17-Europameister: 2015